# Lymantria fuliginea
Lymantria fuliginea är en fjärilsart som beskrevs av Butler 1880. Lymantria fuliginea ingår i släktet Lymantria och familjen tofsspinnare. Inga underarter finns listade i Catalogue of Life.